# Carex munroi
Espèce
Classification phylogénétique
Carex munroi est une espèce de plantes du genre Carex et de la famille des Cyperaceae.